# Luuska
Koordinaten: 57° 51′ N, 27° 29′ O
Luuska ist ein Dorf (estnisch küla) im Südosten Estlands. Es gehört zur Landgemeinde Võru im Kreis Võru (bis 2017 Landgemeinde Orava im Kreis Põlva).
Das Dorf hat zwei Einwohner (Stand 31. Dezember 2011). Es liegt 29 Kilometer nordöstlich der Stadt Võru.

## Geschichte
Der Ort wurde erstmals 1638 als Gesinde Luszka Pustus urkundlich erwähnt.
Von 1776 bis 1965 war an dem Ort eine Schule ansässig. An sie erinnert heute ein Gedenkstein.